# Morče
Morče (en serbe cyrillique : Морче) est un village de Bosnie-Herzégovine. Il est situé sur le territoire de la ville de Trebinje et dans la république serbe de Bosnie. Selon les premiers résultats du recensement bosnien de 2013, il compte 11 habitants.

## Géographie
Le village est situé à l'ouest du lac de Bileća, un lac artificiel formé par la construction d'un barrage sur la Trebišnjica.
Il est entouré par les localités suivantes :
|          | Mirilovići (municipalité de Bileća) |                                     |
| Domaševo | Morče                               | Mirilovići (municipalité de Bileća) |
|          | Šćenica Ljubomir                    |                                     |

## Démographie

### Évolution historique de la population dans la localité
| 1948 | 1953 | 1961 | 1971 | 1981 | 1991 | 2013 |
| ---- | ---- | ---- | ---- | ---- | ---- | ---- |
| -    | -    | 58   | 58   | 48   | 41   | 11   |

|  |